# Rus Borisi
Rus Borisi è un comune dell'Azerbaigian situato nel distretto di Goranboy.